# Idaea tornipunctaria
Idaea tornipunctaria là một loài bướm đêm trong họ Geometridae.